# Тимка и Димка
«Тимка и Димка» — советский мультипликационный фильм, созданный киностудией «Беларусьфильм» в 1975 году.

## Сюжет
Мультфильм рассказывает о дружбе медвежонка Димки и котёнка Тимки, живущих в одном доме. Тимка встаёт с утра пораньше и принимается за работу, а Димка всё время ищет повод, чтобы ничего не делать. Тимка всё прощает медвежонку, потому что он его друг. Но когда Димка выпивает всё молоко, за которым котёнок ходил к тётушке Корове, то очень расстраивается и решает, что теперь его очередь отдыхать, а Димку отправляет вместо себя ловить мышь. Это оказывается не так просто, и в клетке, предназначенной для мыши, оказывается медвежонок. Тимка в нужную минуту приходит к другу на выручку, и Димка понимает, что вёл себя неправильно.

## Создатели
| Режиссёр             | Марта Лубяникова                                                      |
| Сценарист            | Марта Лубяникова                                                      |
| Художник-постановщик | Дмитрий Мохов                                                         |
| Оператор             | Г. Куринной                                                           |
| Художник             | О. Ляшенко, В. Елсуков                                                |
| Композитор           | Борис Савельев                                                        |
| Текст песен          | Михаил Пляцковский                                                    |
| Звукооператор        | Борис Шангин                                                          |
| Монтаж               | Л. Цыпкина                                                            |
| Ассистент режиссёра  | Л. Котина                                                             |
| Ассистент художника  | В. Мохова                                                             |
| Ассистент оператора  | В. Гладкий                                                            |
| Мастер света         | Н. Климович                                                           |
| Редактор             | В. Елисеев                                                            |
| Директор             | Т. Ковалёва                                                           |
| Роли озвучивали      | Клара Румянова — Тимка / Димка / мышь Зинаида Нарышкина — тётя Корова |

## Стиль
Фильм адресован детям младшего возраста. Весь кукольный мир, с его ярко цветущими деревьями с плоскими кронами, над которыми встаёт сияющий круг солнца, решён с восхитительной раскованностью. Куклы явно изображают животных-детей, это подчёркивается пропорциями, увеличенными глазами, высокими голосами персонажей.

## Песня о дружбе
В мультфильме звучит широко известная песня «Настоящий друг» («Дружба крепкая не сломается…») с легко запоминающейся мелодией, она доходчиво объясняет ценности настоящей дружбы. Автор текста — Михаил Пляцковский, композитор — Борис Савельев. Песня входит в состав многочисленных сборников детских песен.